# Wormaldia melanion
Wormaldia melanion är en nattsländeart som beskrevs av Schmid 1991. Wormaldia melanion ingår i släktet Wormaldia och familjen stengömmenattsländor. Inga underarter finns listade i Catalogue of Life.